# Gråstrupig stjärtmes
Gråstrupig stjärtmes (Aegithalos glaucogularis) är en tätting i familjen stjärtmesar som är endemisk för Kina.

## Utseende och läten
Gråstrupig stjärtmes är en mycket liten tätting, med rund kropp, kort och knubbig näbb samt lång och smal stjärt. Kroppslängden är 13–16 cm, varav stjärten står för hela 6-10 cm. Huvudet är beigefärgat med glansigt svarta längsgående hjässband. Undersidan är beigegrå med sotsvart haka men med fjädrarna spetsade i blekgrått, vilket gett arten dess namn. Bland lätena hörs ett högrekvent, rent och lågmält men ändå genomträngande "see-see-see".

## Utbredning och systematik
Gråstrupig stjärtmes delas upp i två underarter med följande utbredning:
- Aegithalos glaucogularis vinaceus – förekommer i norra och västra Kina (från Liaoning till Gansu, Qinghai och norra Yunnan)
- Aegithalos glaucogularis glaucogularis – förekommer i centrala Kina (från bergstrakter i västra Sichuan till Yangtzeflodens delta)

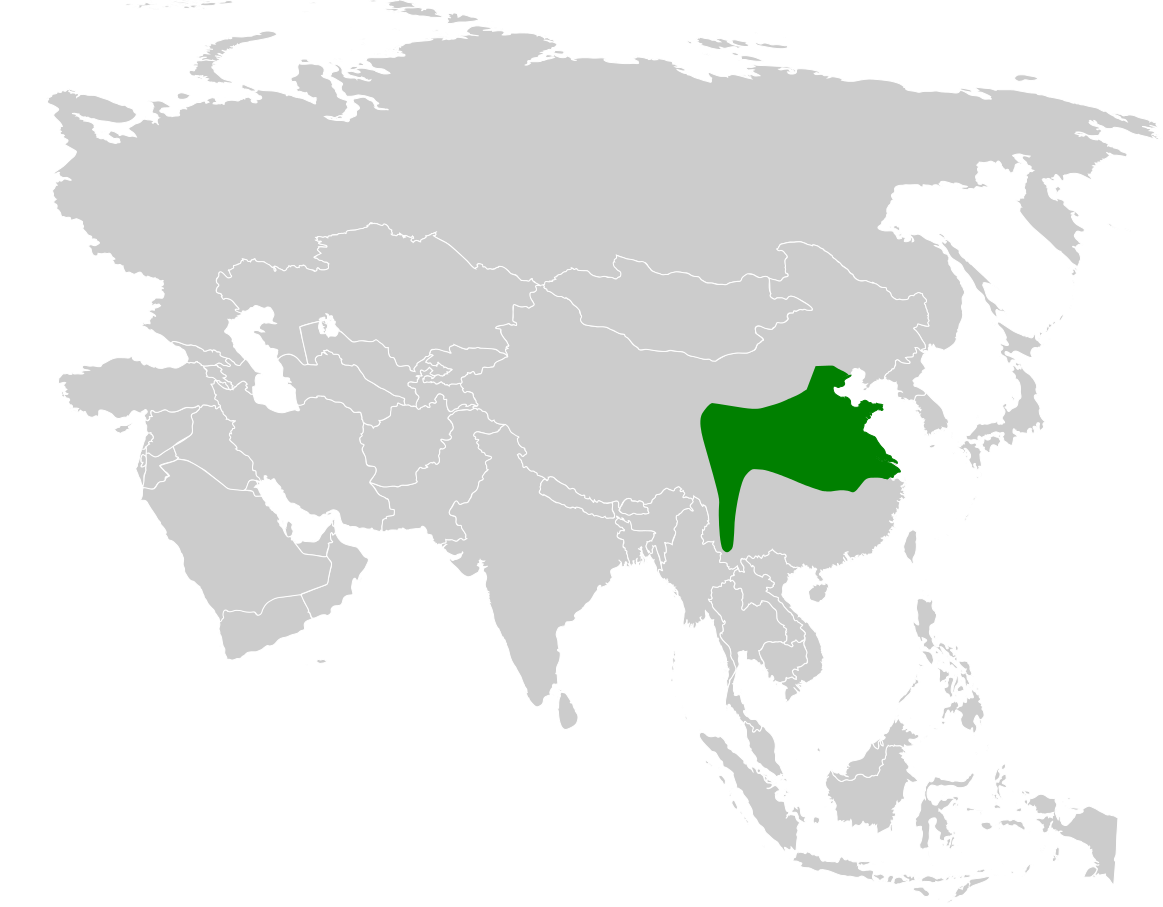
Utbredningsområdet för gråstrupig stjärtmes.

Tidigare betraktades den som en underart till stjärtmes (A. caudatus), men urskiljs numera allmänt som egen art på grund av avvikande utseende och frånvaro av regelbunden hybridisering där arternas utbredningsområden möts i nordöstra Kina.

## Levnadssätt
Gråstrupig stjärtmes påträffas i skogskanter och buskmarker, huvudsakligen i lövskog, men i vissa områden även tallskog. Födan är okänd, men tros likna stjärtmesens. Den häckar mellan mars och april i nordöstra Kina. Arten antas vara i huvudsak stannfågel, men det finns vissa tecken på att den är höjdledsflyttare som rör sig till lägre regioner vintertid.

## Status och hot
Arten har ett stort utbredningsområde och en stor population med stabil utveckling och tros inte vara utsatt för något substantiellt hot. Utifrån dessa kriterier kategoriserar internationella naturvårdsunionen IUCN arten som livskraftig (LC). Världspopulationen har inte uppskattats, men den beskrivs som vida spridd och ganska vanlig.